# Ардуэн, Селиньи
Шарль-Николя Селиньи Ардуэн (фр. Charles Nicolas Céligny Ardouin; 6 июля 1801, Пети-Тру-де-Нип — 7 августа 1849, Куа-де-Буке) — гаитянский политический и государственный деятель, президент Совета государственных секретарей Гаити (27 февраля 1847—2 марта 1847), делегат (1846), сенатор, министр внутренних дел (1847), историк.

## Биография
Родился в Южном департаменте Гаити. Европейско-африканского происхождения. Выросший в период революций, не смог получить должного образования, был самоучкой. Представитель известной гаитянской семьи Ардуэн. Его братьями были политик, президент Сената Гаити и историк Бобрен и поэт Кориолан.
С 27 февраля по 2 марта 1847 года возглавлял Совет государственных секретарей Гаити, наделённый полномочиями главы исполнительной власти страны на период до избрания президента (в соответствии со статьёй 119 конституции 1846 года). В него входили также Бертран-Алексис-Морис Дюпюи (фр. Bertrand Alexis Maurice Dupuy), Альфонс Ларошель (фр. Alphonse Larochel) и Ги-Анн-Леон Детре (фр. Gui Ann Léon Détré).
После ссоры с президентом Сулу́ком-Эли́ Фостином в 1848 году был арестован и казнён (расстрелян) в следующем году в Куа-де-Буке.
Автор «Очерков по истории Гаити» (Порт-о-Пренс, 1865).